# LY86
LY86 (англ. Lymphocyte antigen 86) – білок, який кодується однойменним геном, розташованим у людей на 6-й хромосомі. Довжина поліпептидного ланцюга білка становить 162 амінокислот, а молекулярна маса — 17 906.
| 10         |  | 20         |  | 30         |  | 40         |  | 50         |
| ---------- |  | ---------- |  | ---------- |  | ---------- |  | ---------- |
| MKGFTATLFL |  | WTLIFPSCSG |  | GGGGKAWPTH |  | VVCSDSGLEV |  | LYQSCDPLQD |
| FGFSVEKCSK |  | QLKSNINIRF |  | GIILREDIKE |  | LFLDLALMSQ |  | GSSVLNFSYP |
| ICEAALPKFS |  | FCGRRKGEQI |  | YYAGPVNNPE |  | FTIPQGEYQV |  | LLELYTEKRS |
| TVACANATIM |  | CS         |  |            |  |            |  |            |

A: Аланін

C: Цистеїн

D: Аспарагінова кислота

E: Глутамінова кислота

F: Фенілаланін

G: Гліцин

H: Гістидин

I: Ізолейцин

K: Лізин

L: Лейцин

M: Метіонін

N: Аспарагін

P: Пролін

Q: Глутамін

R: Аргінін

S: Серин

T: Треонін

V: Валін

W: Триптофан

Задіяний у таких біологічних процесах, як імунітет, вроджений імунітет, запальна відповідь. 
Секретований назовні.